# Timothy Abbott Conrad
Timothy Abbott Conrad (*  21. Juni 1803 in Trenton (New Jersey); † 9. August 1877 ebenda) war ein US-amerikanischer Geologe, Paläontologe und Malakologe. Er war der Sohn des Naturforschers Solomon White Conrad (1779–1831). 

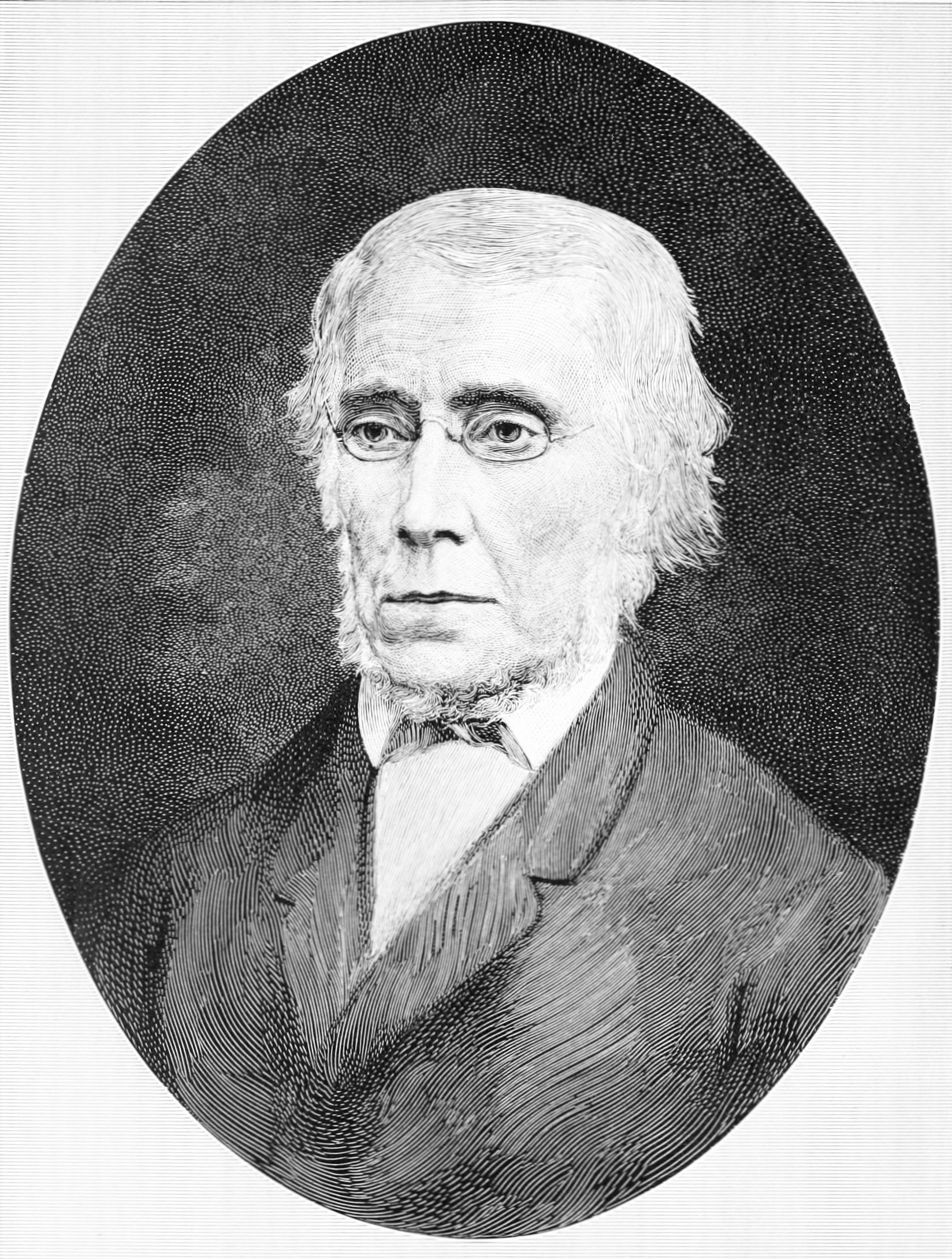
Timothy Abbott Conrad

Conrad hatte schon einen Ruf als Experte für rezente und fossile Mollusken, als er als Staatsgeologe von New York und erster Staats-Paläontologe am ersten Geological Survey des Staates New York von 1836 bis 1844 teilnahm (auch als Seward Survey bekannt nach dem Gouverneur William Henry Seward). Er war für die Aufnahme des dritten Distrikts von New York zuständig (Zentral-New-York, Mohawk River Valley, West Canada Creek) mit einem ersten Bericht 1837. Unter anderem erforschte er damals als Erster die Geologie der Trenton Falls (Wasserfälle des West Canada Creek, in fossilreichem ordovizischem Kalkstein). Er verließ die geologische Landesaufnahme von New York allerdings schon 1841 (ohne wie erwartet einen Abschlussbericht über die Paläontologie des Survey vorzulegen) und wandte sich dem Studium von Fossilien des Tertiärs in Nordamerika zu.
Als Paläontologe war er auch an den Berichten des Pacific Railroad Survey und Mexican Boundary Survey beteiligt.

## Schriften
- American Marine Conchology, ab 1831
- Fossil Shells of the Tertiary Formations of North America, ab 1832 (unvollendet)
- Monography of the Family Unionidae, 1835 bis 1847
- New Fresh-Water Shells of the United States